# Evetovics-Balla Hajnalka
Evetovics-Balla Hajnalka (Pásztó, 1983. november 9. –) magyar amatőr hosszútávfutó és ultramaratonista, újságíró.

## Élete
18 éves kora óta fut és egyre nagyobb távokat teljesít. Blogjában rendszeresen beszámol élményeiről és eredményeiről. 2008-ban futotta az első 21 097,5 méteres félmaratonját. 2010-ben sikeresen célba ért az első 42 195 méter hosszú maraton távján. 2011-ben Sárváron az első 24 órás ultramaraton verseny következett 1030,73 m-es körön.
Futok. Nem vagyok jó futó, nem vagyok gyors futó. De szeretem és akarom csinálni. Ezért igyekszem újabb és újabb kihívások elé állítani magam, és a kitűzött céljaimat minden áron megvalósítani. Ultrákat futok, anya vagyok, és újságíró.
Férje és sporttársa mindig ott van vele a versenyeken, segíti, támogatja, megérti elszántságát és a futószenvedélyének okát, lehetővé teszi, hogy eddzen, versenyezzen és hogy megvalósíthassa az álmaimat.

## Eredményei
- A 2014-es OptiVita Ultrafutó Kupa sorozat női összetett versenyében a győztes Máténé Varju Edit mögött a második helyet szerezte meg.[6]
- 2015-ben Sárváron, a 24 órás ultrafutó Magyar Bajnokságon 3. helyen végzett a Sárvári Kinizsi SE szineiben, a nők mezőnyében, teljesítménye 187,89 km volt.[7]
- Az Ultrabalatonon kétszer ért célba, 2014-ben 30:10:59-es idővel a 10.,[8] 2015-ben 30:50:01-gyel a 9.[9] lett a női mezőnyben.

Evetovics-Balla Hajnalka sportpályafutásának egyik legnagyobb teljesítménye a Spartathlonnnak, az egyik legklasszikusabb ultramaraton verseny távjának teljesítése volt, amelynek eredete az ógörög legendákig nyúlik vissza, amikor Hérodotosz írása szerint a Pheidippidész nevű futár Athénból Spártába futott és másfél nap alatt teljesítette a távot. Az ő híres futását ismétlik meg az ultramaratonista versenyzők az 1983-as első verseny óta, a 246 kilométer komoly kihívást jelent a modern embernek. A szintidő 36 óra. Sokan kiesnek útközben, az eddigi rajtolók 50-60 százaléka ért csak be a spártai célba. Egy másik legenda szerint a győztes Marathóni csatából i. e. 490-ben az erkhiabeli Therszipposz vitte meg a hírt, s amikor megérkezett állítólag azt mondta  „Üdvözöllek titeket! Örvendezzünk!”, majd meghalt.
- 2017-ben részt vett a 246 kilométeres 35. Spartathlon futóversenyen és 33:55:54 idővel célba ért a görögországi Spártában.[14]

Oké, Spartathlon teljesítő vagyok, de nem Spártai Hős, nem vagyok hős, nem szeretem ezt a megnevezést, nem tudok vele azonosulni, mert semmi hősieset nem csináltam. Célba értem életem versenyén, mert tényleg ez volt életem versenye, a legjobb, a leghosszabb, amiért a legtöbbet tettem, és amit a legjobban, legösszeszedettebben tudtam megcsinálni. Erre nagyon büszke vagyok.